# آندرس مانوئل لوپز اوبرادور
آندرس مانوئل لوپز اوبرادور (انگلیسی: Andrés Manuel López Obrador؛ زادهٔ ۱۳ نوامبر ۱۹۵۳) به اختصار معروف به آملو (انگلیسی: AMLO) رئیس‌جمهور مکزیک است. وی در ۱ ژوئیه ۲۰۱۸ در انتخابات رئیس‌جمهوری مکزیک با به‌دست آوردن ۵۳ درصد آرا پیروز و به این مقام برگزیده شد. وی رهبر حزب چپ‌گرای «جنبش بازسازی ملی» (مورنا) می‌باشد. وی کار سیاست را به‌طور حرفه‌ای در ۱۹۷۶ به‌عنوان یک عضو حزب انقلابی نهادی در ایالت تاباسکو شروع کرد و در ۱۹۸۹ به حزب انقلابی دمکراتیک پیوست. در ۲۰۱۴ آندرس «جنبش بازسازی ملی» (مورنا) را تأسیس کرد.